# Actias luna
Espèce
Le Papillon lune (Actias luna) est une espèce de lépidoptères nocturne de la famille des Saturniidae. Il est caractérisé par une coloration vert pâle et par la présence d'ocelles sur les ailes antérieures et postérieures. Cette espèce se retrouve dans les milieux boisés et semble préférer les forêts bien drainées. Les adultes sont attirés par la lumière. Par son apparence exotique et unique, il est particulièrement populaire. Par exemple, il s'agit du premier saturnidé américain à être illustré dans un livre (Gazophylacii Naturae and Artis Decas Secunda par James Pelletier) au XVIIIe siècle. Par la suite, aux États-Unis, le papillon lune est apparu sur une série de timbres délivrés en 1987. Il est également apparu sur la couverture du livre américain Field Guide to Moth of Eastern North America par Charles V. Covell en 2005.

## Étymologie
Luna est la déesse de la Lune chez les Romains.  

## Distribution
Il est présent en Amérique du Nord, du nord du Mexique jusqu'à l'est des Grandes Plaines des États-Unis. Au Canada, on le retrouve dans la province de la Saskatchewan jusqu'à celle de la Nouvelle-Écosse.  

## Identification
Le papillon lune a une envergure entre 8 et 11,5 cm. Ses ailes possèdent une couleur verte et on retrouve sur chacune d'elles, de petits ocelles. Les ailes postérieures se terminent par de longs prolongements. Les mâles ont des antennes larges et plumeuses et s'en servent pour repérer les phéromones des femelles. Celles-ci ont des antennes beaucoup moins larges.

## Cycle de vie
Selon les régions, le papillon lune peut produire plus d'une génération par année. Au Canada et dans les régions du nord, l'espèce est généralement univoltine. Les adultes émergent à partir du début du mois de juin. Dans le nord-est des États-Unis, les papillons produisent deux générations par année. La première émerge d'avril à mai et la deuxième apparaît entre 9 et 11 semaines plus tard. Dans le sud des États-Unis, on peut compter près de 3 générations. Celles-ci sont espacées de huit à dix semaines et débutent dès le mois de mars. 
Au cours de sa vie, la femelle pond entre 400 et 600 œufs qu'elle dépose généralement en petite masse de 4 à 7 œufs sur les feuilles de sa plante hôte. Les œufs sont de forme ovoïde et de coloration blanc-brun. Ils écloront de 8 à 20 jours plus tard, selon les conditions climatiques. Les jeunes chenilles sont grégaires mais, à partir du troisième stade, elles deviendront solitaires. Les chenilles passent par 5 stades de développement avant d'entamer leur chrysalide. Chaque stade prend généralement de 5 jours à une semaine pour se compléter. Lors des deux premiers stades larvaires, la chenille est verte avec de légères teintes de noir au niveau de la face dorsale de son corps. Dès le troisième stade, la chenille est de couleur verte et possède une série de petites taches à coloration variable (jaune à magenta), de fines lignes verticales blanches sur les côtés et une ligne transversale pâle. La tête de la chenille est brune. Lors du dernier stade, la chenille peut mesurer jusqu'à 6,5 cm de long.

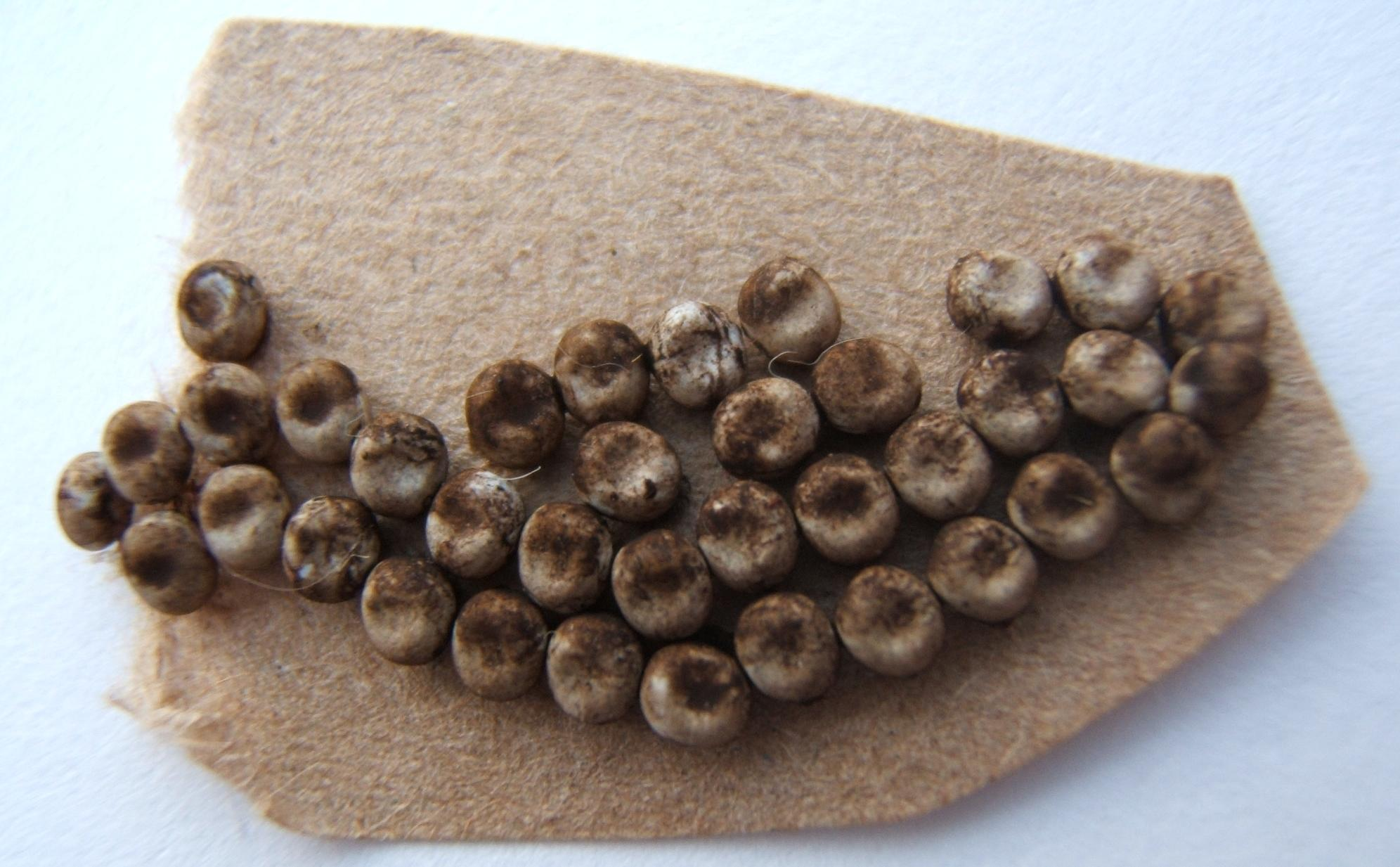
Œufs.
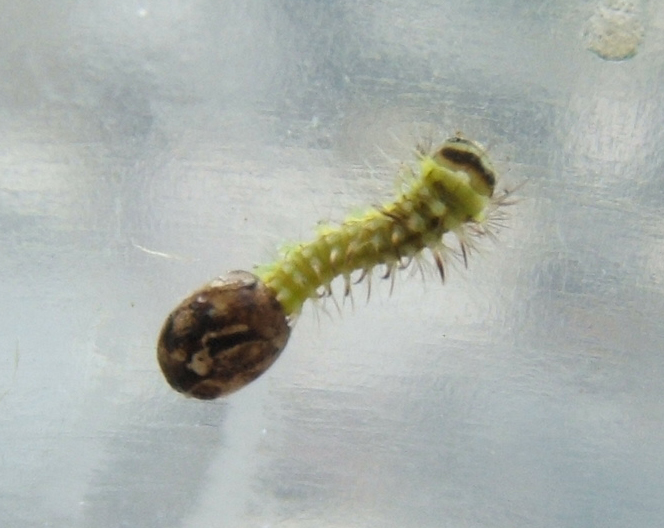
Premier stade larvaire
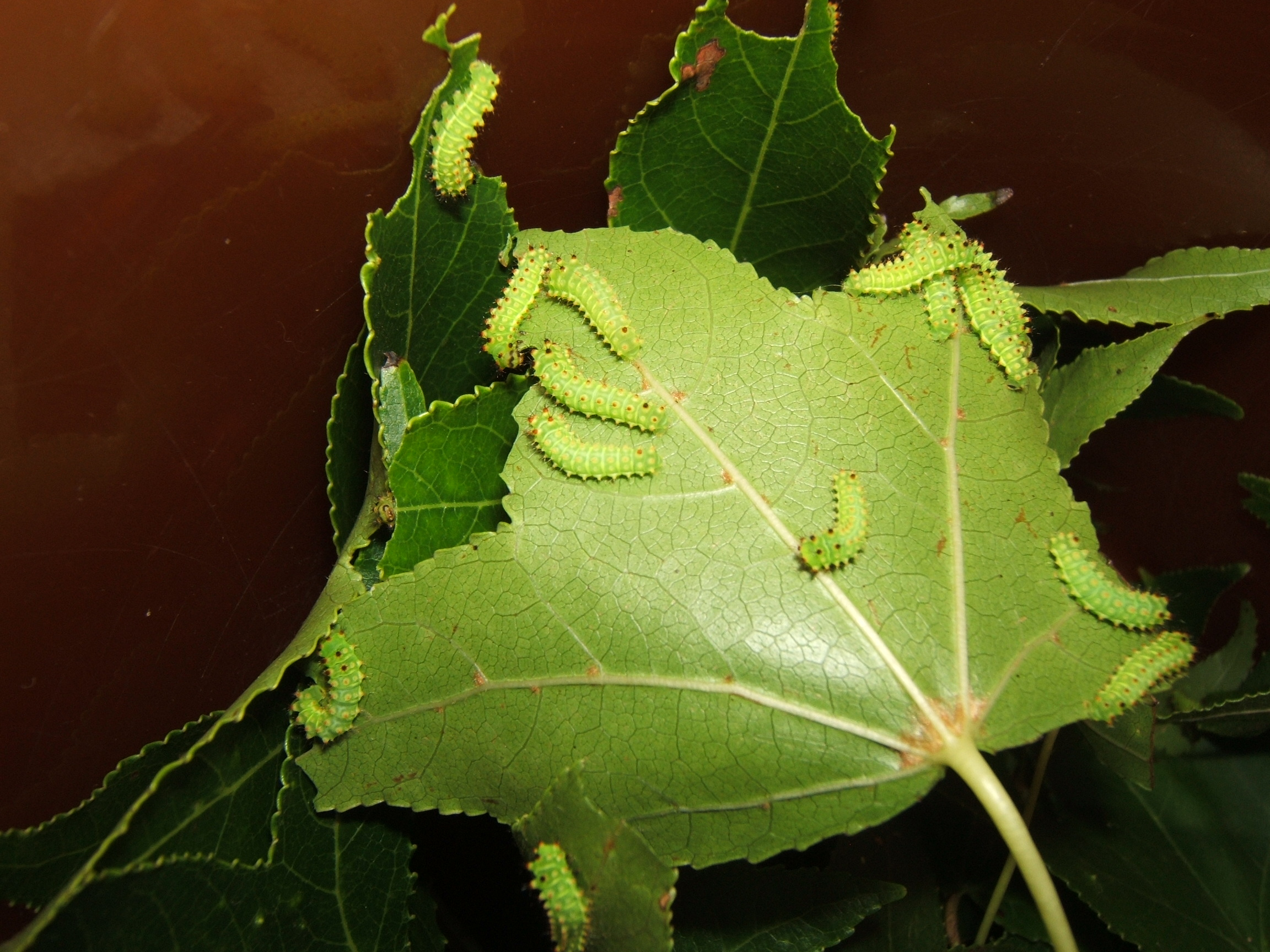
Deuxième stade larvaire
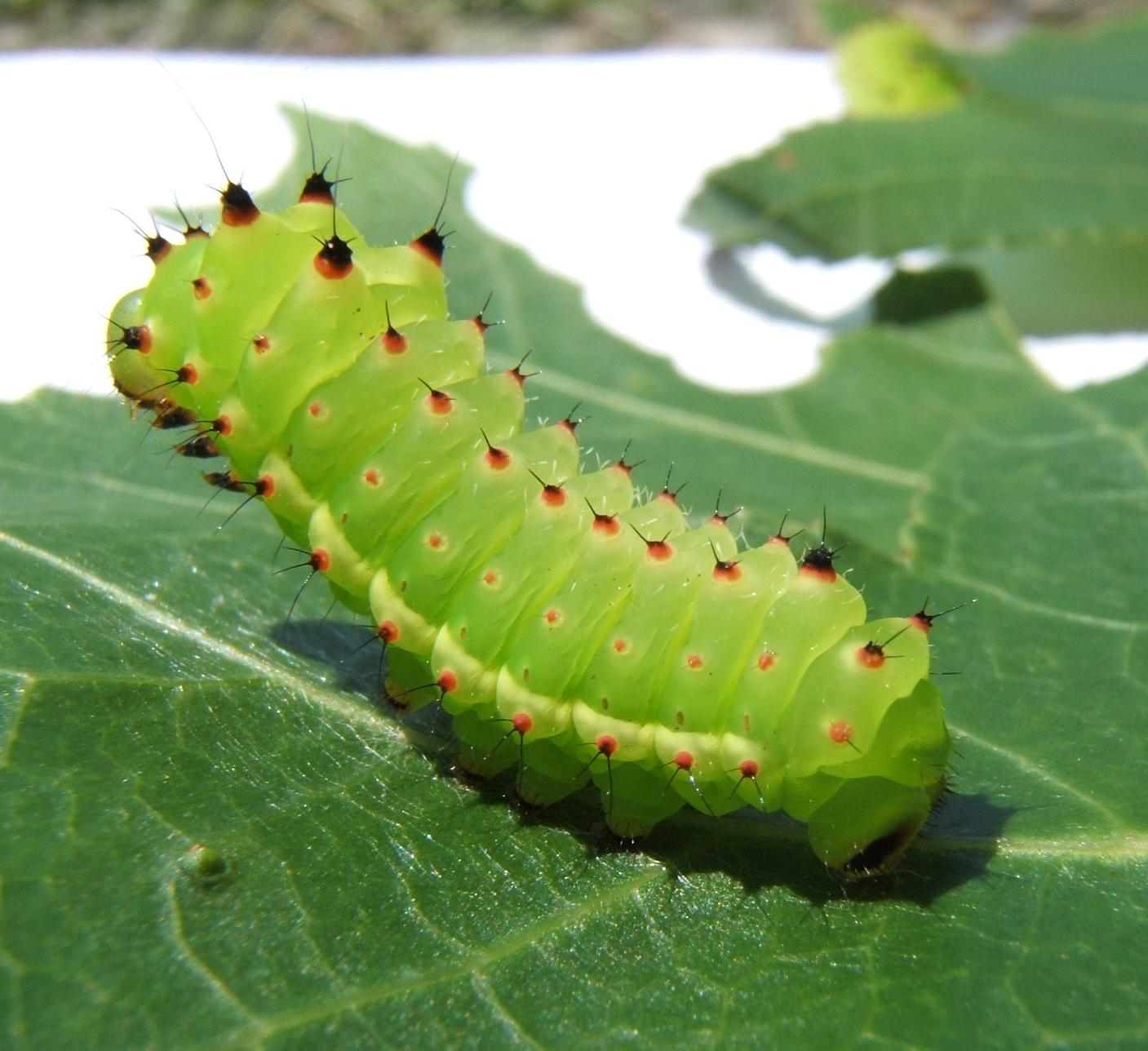
Troisième stade larvaire
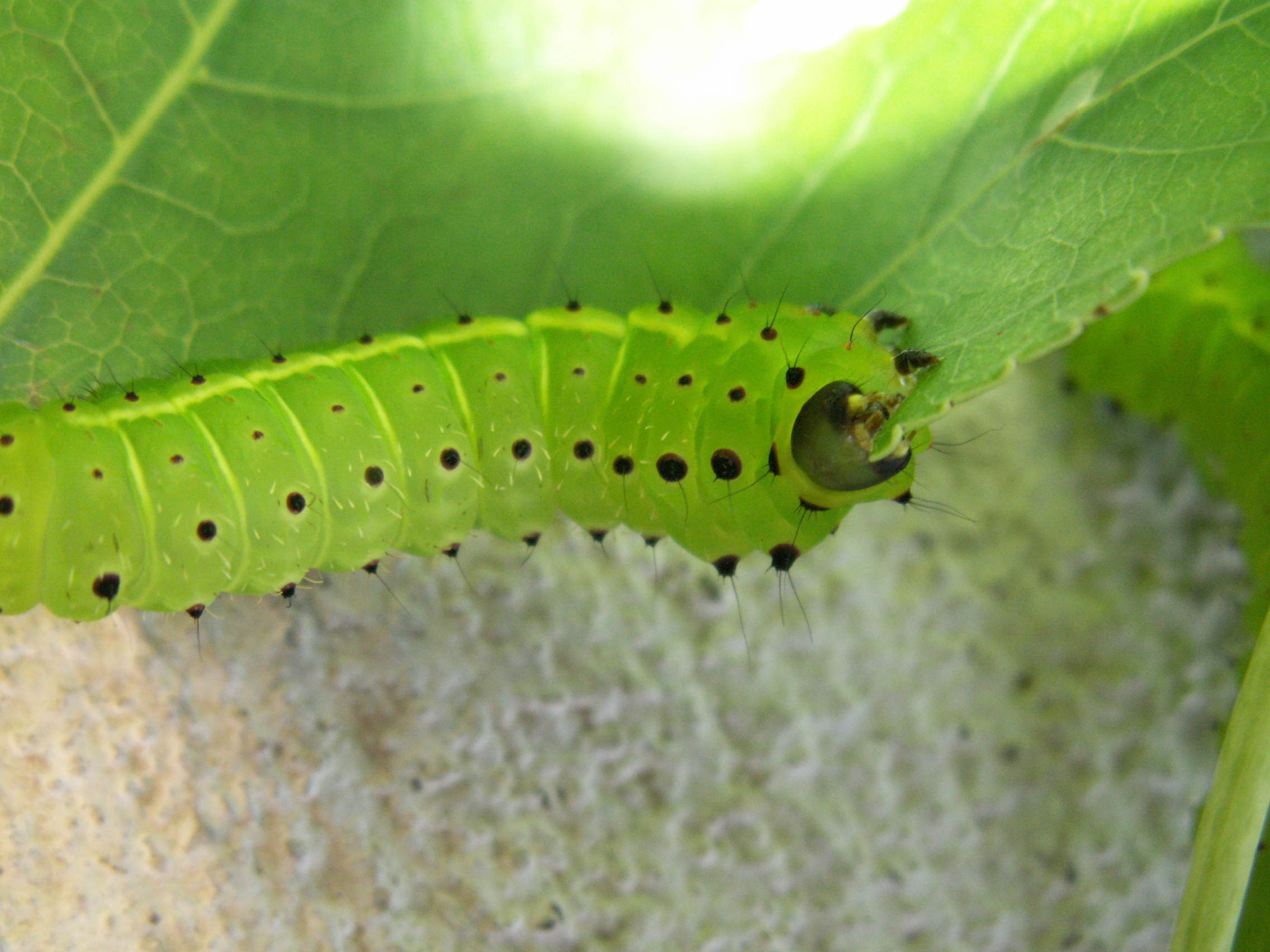
Quatrième stade larvaire
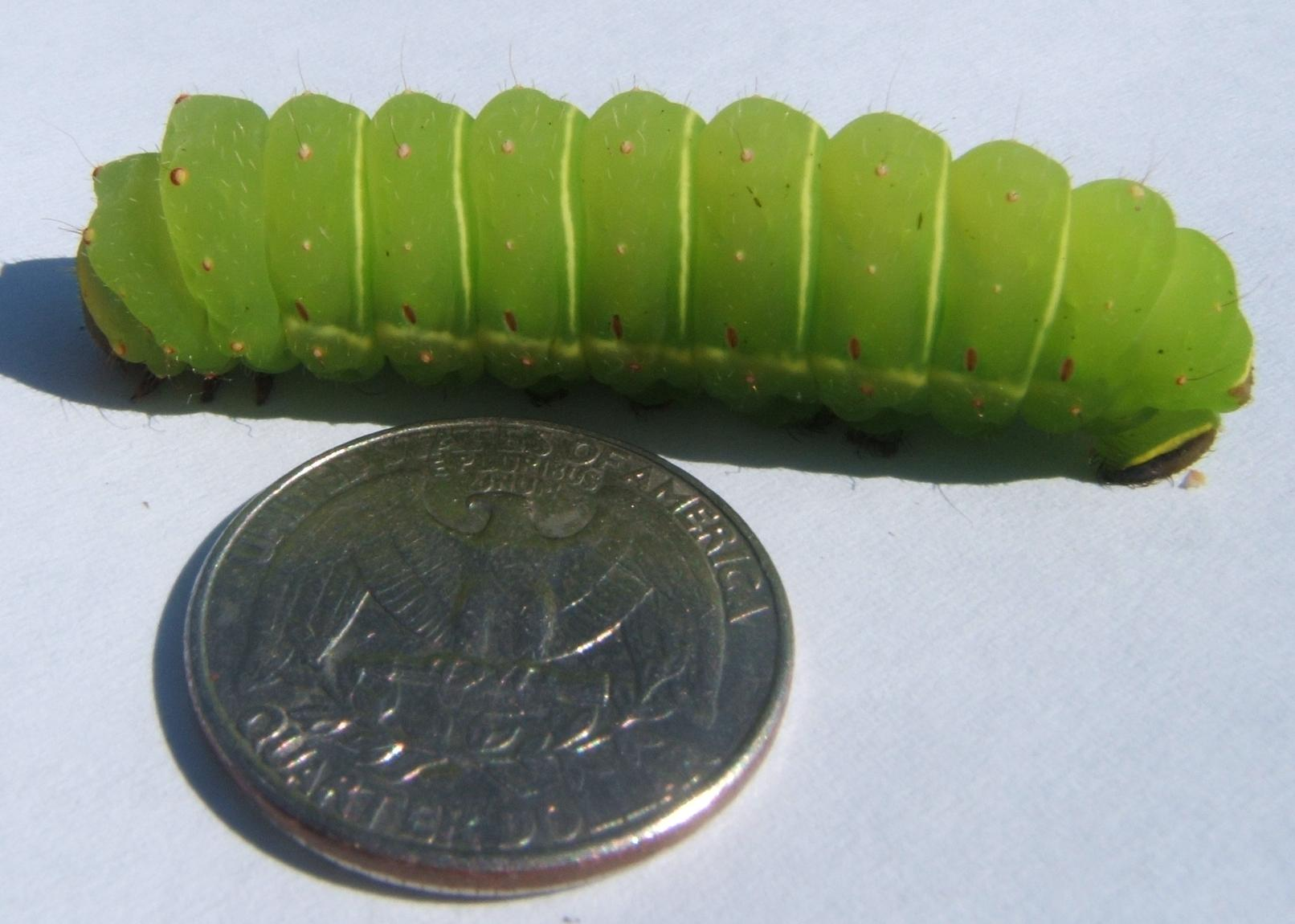
Cinquième stade larvaire

Lorsque le moment est venu, la chenille commence le tissage d'un cocon de soie. Avant d'entamer sa transformation en chrysalide, elle vide ses intestins de l'excédent d'eau, de nourriture, de matières fécales et d'autres fluides. La chenille prendra ensuite une teinte rougeâtre et deviendra immobile. Sa peau se fend alors et la chenille devient une chrysalide. Ce stade dure environ deux semaines, sauf dans le cas d'une diapause où le papillon n'émergera que le printemps suivant. Au Canada, la chenille se métamorphose au sol parmi les feuilles. Elle sera recouverte par la neige et ainsi protégée des conditions hivernales.

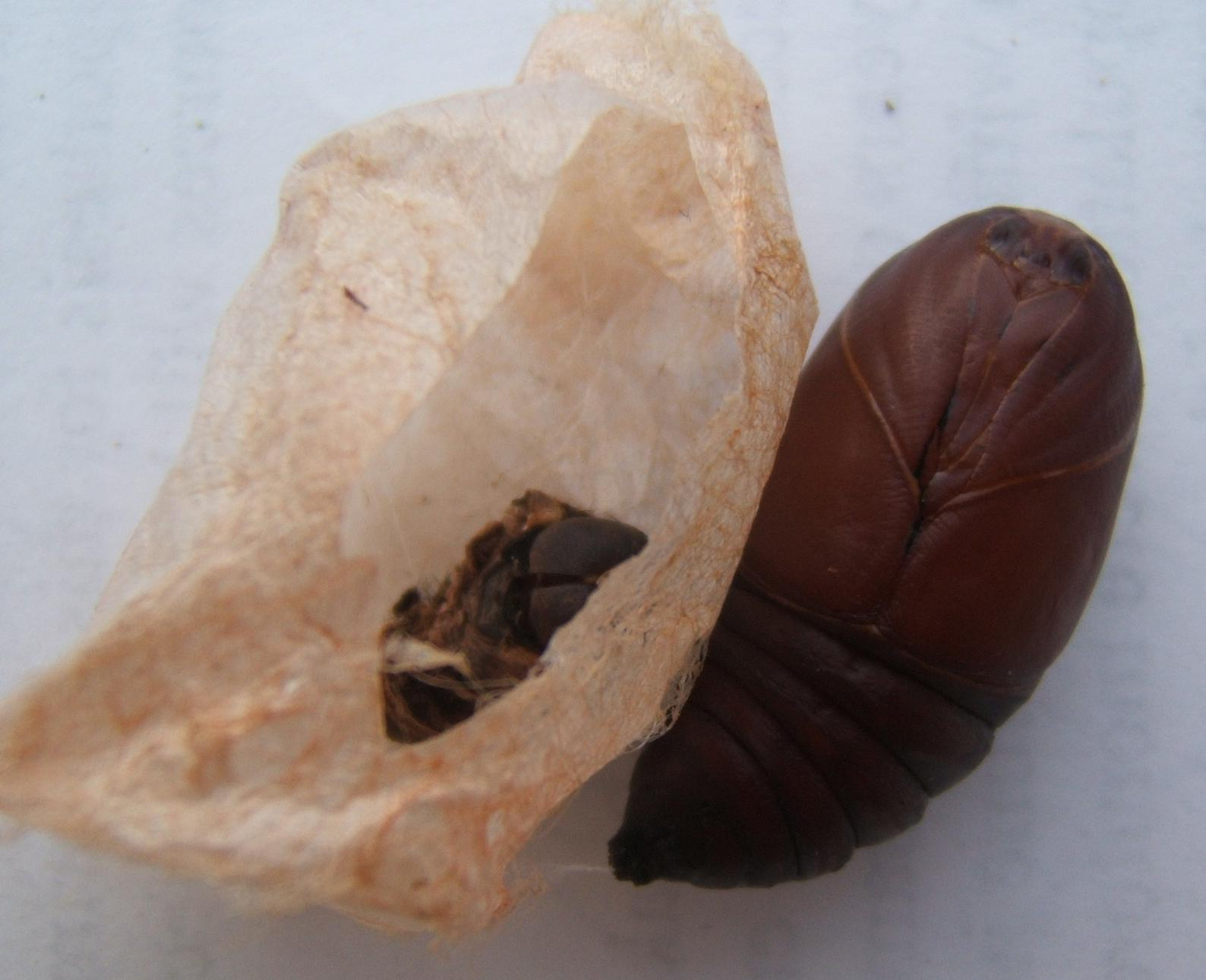
Chrysalide
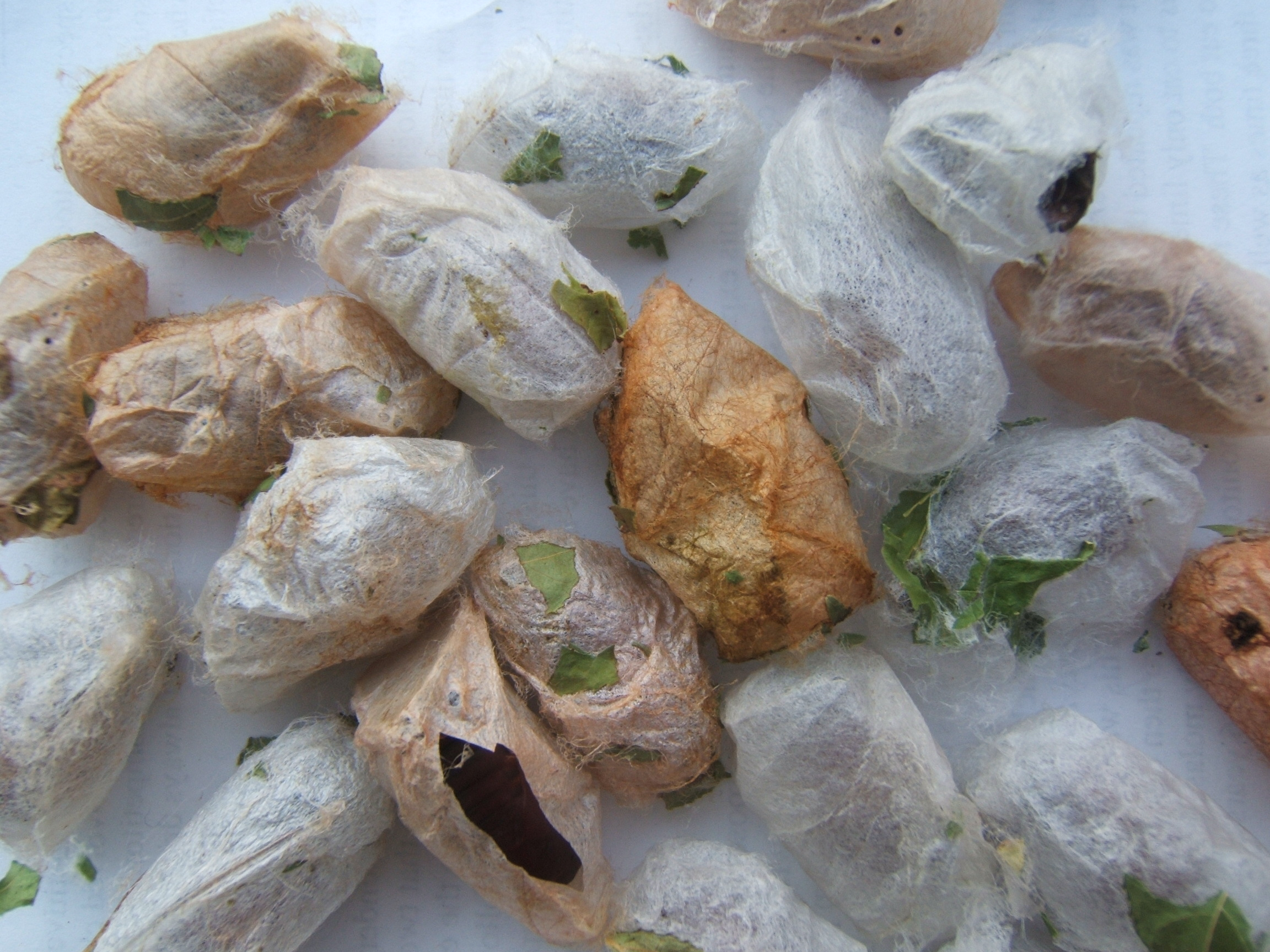
Cocons
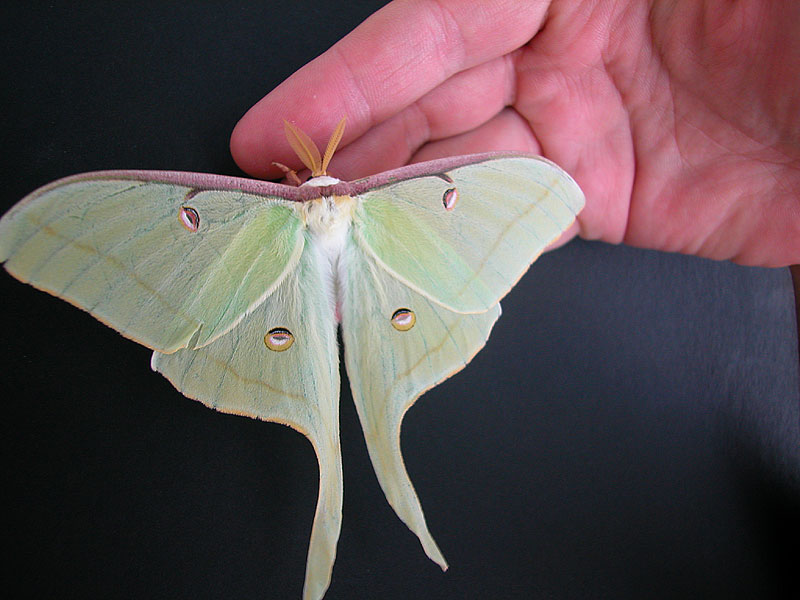
Adulte

## Liste des plantes hôtes
- Betula (bouleau)
- Alnus (aulne)
- Diospyros (plaqueminier)
- Liquidambar (copalme d'Amérique)
- Carya et Annamocarya
- Juglans (noyer)
- Rhus (dont le Sumac de Virginie)

## Prédation
Les chenilles du papillon lune sont les hôtes de nombreux insectes parasitoïdes (mouche tachinide, guêpe ichneumonide, guêpe braconide et guêpe pteromalide,). Tous les stades de développement sont sujets à la prédation par plusieurs types d'invertébrés et de vertébrés prédateurs. Les adultes se font également dévorer la nuit, Kellog et al. (2003) a reporté avoir retrouvé au sol, sous un perchoir de hibou, des restes d'ailes de papillon lune.